# Леонский язык

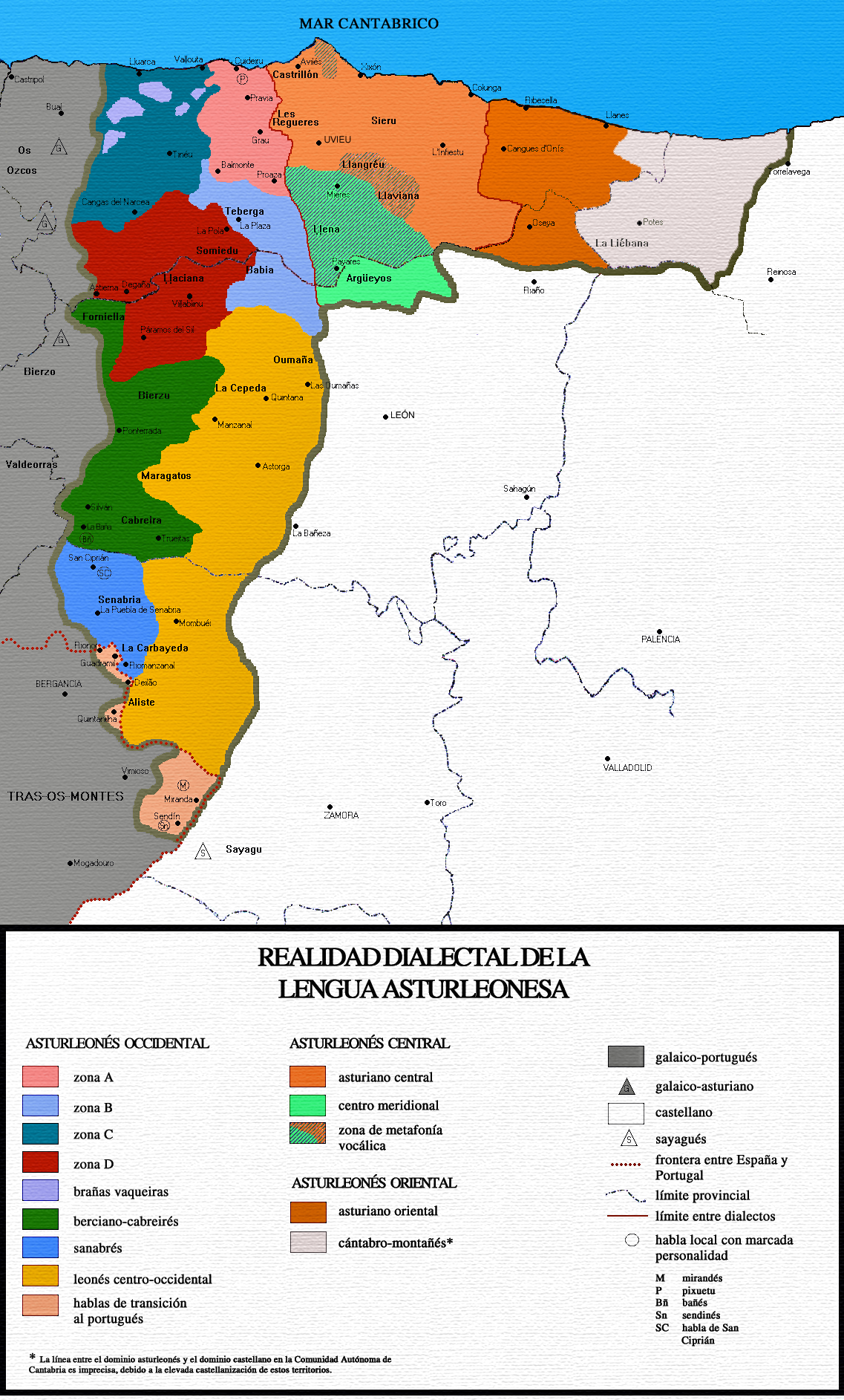

Лео́нский язы́к (самоназвание — llengua llionesa) — одна из ветвей астурлеонского языка.

## Самоназвание
Носители, а также испаноязычное население региона называет язык Lliones, также распространены областные самоназвания трёх основных говоров — кабрейрес, сенабрес и пацуэсу (носители диалектов осознают их принадлежность к одному идиому).

## Распространение
На говорах, составляющих леонское наречие, традиционно говорили в трёх округах автономной провинции Кастилия и Леон — собственно Леон и Самора, составлявших Королевство Леон. В саламанкском округе как разговорный язык леонский почти исчез. Как живой, разговорный язык он частично сохранился в сельских районах округов Леона и Саморы; кроме того, благодаря местным деятелям, в последнее время он начинает использоваться в городах как «символ леонского самосознания» — на праздниках, манифестациях, на концертах и т. п. Бытовой язык горожан как Леона, так и Саморы, однако, — почти полностью исключительно испанский (кастильский).

## Родство
Леонские говоры являются частью астурлеонского диалектного континуума, чрезвычайно похожи на астурийский язык и практически полностью взаимопонятны с ним. Однако большинство носителей как астурийского, так и леонского предпочитают считать что говорят на разных языках, и «их» язык заканчивается на границах автономии (соответствующих границам исторических провинций, но не совпадающих с действительными диалектными границами внутри астурлеонского идиома). Мирандский диалект исторически является одним из леонских говоров, однако многовековое развитие под сильным влиянием португальского языка, обособлено от других астурлеонских наречий привело к его значительному уклонению от них в фонетике и лексике.

## Количество носителей
Количество говорящих на леонском как на родном языке в точности неизвестно — очевидно, что оно весьма невелико, называются цифры 25 тыс. (иногда меньше), равно как 50 тыс. Некоторое количество людей интересуется языком, изучает его и владеет в той или иной степени, используя, однако, в качестве языка бытового общения исключительно кастильский. Точной статистики нет.
ЮНЕСКО определяет леонский как «язык, подвергающийся высокой опасности исчезновения».

## Особенности
В целом леонское наречие разделяет основные астурлеонские черты, которые отделяют его от кастильского диалекта, соответственно, и от испанского литературного языка. Отличает его от астурийского ряд фонетических особенностей (например, характерные дифтонги -ou- и -ei-, множественное окончание для женского рода -as- в противоположность астурийскому -es- и т. д.) и некоторые лексические расхождения. Три основных леонских говора также имеют отличия друг от друга.

## Орфография
Для леонского наречия не выработано единой орфографической системы. Прежде всего, это вызвано отсутствием единого органа (наподобие Академии астурийского языка в Астурии), а также разногласиями среди использующих язык — использовать ли готовую астурийскую орфографию либо разрабатывать собственную.

## Международный статус
Международная ассоциация Ethnologue признаёт единый астурлеонский язык с вариантами «астуриану», «леонес» и «мирандес» В некоторых источниках «астурийский» и «леонский» значатся как два разных языка.

## Социальный статус
Социальный статус леонского диалекта противоречивый — с одной стороны он мало употребляется в быту, подавляющее большинство оставшихся носителей проживают в сельской местности, многими жителями региона он поныне воспринимается как «сельское наречие». С другой — «леонес» поднимают на щит регионалистские организации, отстаивающие «леонскую идентичность» и зачастую требующие создания автономного сообщества Леон. Это отразилось на появлении, хотя крайне ограниченном, леонского наречия в СМИ и упоминанием его в конституции автономии под названием «леонский язык» (lengua leonesa). Ему была обещана «защита» как «особо ценной части культурного наследия Кастилии и Леона», хотя конкретные меры перечислены не были.

## Обучение
Леонский язык не является обязательным предметом в школах Кастилии и Леона, но в ряде школ преподаётся как факультатив, существуют курсы и группы изучения. Изучение языка поощряют многочисленные общественные и политические организации (Furmientu, La Caleya и др.), Для чтения курсов леонского языка в Леонском университете осуществляется подготовка дипломированных преподавателей.

## Литературная традиция
Первые документы с характерными особенностями леонского диалекта предположительно относятся к X веку (так называемая Nodicia de Kesos, хотя идентичность её языка остаётся спорной), в Королевстве Леон относительно широко употреблялся романский диалект, являвшийся, как доказал испанский лингвист Менендес Пидаль, прямым предком современного астурлеонского языка — на нём составлялись документы, велась переписка. Уже в XIII веке, однако, политический центр переметился восточнее, и в качестве официального языка была принята «толеданская норма», то есть кастильский диалект. Леонское наречие быстро стало «патуа», и вплоть до конца XIX века письменные памятники на нём редки. 
Во второй половине XIX века в Испании, под влиянием романтизма, пробудился интерес к народной жизни и языку, появились произведения на областных языках и диалектах. Развитие астурлеонской литературы проходило в основном на территории Астурии, где уже в XVII веке начали выходить стилизованные под народный стиль произведения на «бабле». В конце XIX века наблюдался всплеск интереса к народной речи и в трёх округах Кастилии и Леона, составлявших Королевство Леон. Первым заметным литературным произведением на леонском наречии (оригинальным, а не фольклорным) считаются «Рассказы на леонском диалекте» Кайтана Альвареса Бардона, опубликованные в 1907 году. 
После отказа от политики принудительной унификации и «кастельянизации», проводимой Франсиско Франко в обществе снова возник интерес к леонскому наречию, вышли в свет новые произведения и сборники (например El Prencipicu). Организации леонских регионалистов поощряют подобное творчество, но в целом леонская литература и количественно и качественно ощутимо уступает астурийской, бурное развивающейся с последней четверти XX века.

## Образцы
- На леонском

Eilla pecha siempres la ventana primeiru de cenare.
- На астурийском

Ella pieslla siempre la ventana/feniestra primero de cenar.
- На мирандском

Eilha cerra siempre la bentana/jinela atrás de jantar.
- На кастильском

Ella siempre cierra la ventana antes de cenar.
- На русском

Она всегда закрывает окно, перед тем как (сесть) ужинать

## Текст
Всеобщая декларация прав человека:
Tódolos seres humanos nacen llibres y iguales en dignidá y dreitos y, dotaos cumo tán de razón y conciencia, han portase fraternalmente los unos conos outros.

## Курсы онлайн
Онлайн курс леонского языка (llengua llionesa) существует при проекте Википедия на астурийском языке.